# Il cuore di Salomè
Il cuore di Salomè (The Heart of Salome) è un film muto del 1927 diretto da Victor Schertzinger. Fu adattato per lo schermo da The Heart of Salome, romanzo di Allen Raymond pubblicato a Boston nel 1925.

## Produzione
Il film fu prodotto dalla Fox Film Corporation.

## Distribuzione
Il copyright del film, richiesto dalla Fox Film Corp., fu registrato l'8 maggio 1927 con il numero LP24005.

Distribuito dalla Fox Film Corporation, il film uscì nelle sale cinematografiche statunitensi l'8 maggio 1927. In Brasile, fu distribuito con il titolo Coração de Salomé. In Italia, distribuito dalla Fox, venne distribuito con il visto di censura numero 23938 del dicembre 1927. La distribuzione del film venne approvata con riserva, a condizione di "Sopprimere nel terzo atto, dal periodo "Sei più vile e più ignobile di una prostituta: ... " la parola prostituta. (dicembre 1927)".
Non si conoscono copie ancora esistenti della pellicola che viene considerata presumibilmente perduta.